# Stocksbo
Stocksbo är en by och småort i Färila socken i Ljusdals kommun, Hälsingland, belägen fyra kilometer utanför Färila. 

## Historik
Byn har anor från vikingatid och användes som fäbodvall under medeltiden. Den är även känd för sin linodlingshistoria. Anders Olsson är en känd Stocksbopersonlighet från mitten av 1800-talet. Han gick ett flertal gånger till kungen för att ansöka om tillstånd att dra en järnväg mellan Ljusdal och Sveg, som skulle gå förbi Färila.
Genom byn rinner Stocksboån som förr gav energi åt kraftverk, kvarnar, tröskverk, linberedningsverk och sågverk. Uppströms har ån två tillflöden Sånghusån och Brinnasån.
Stocksbo beskrivs vara den första byn på landsbygden i Sverige som elektrifierades, detta skedde redan 1892.

## Historik om elektrifieringen
År 1892 installerades en generator vid det nybyggda sågverket i Stocksbo, för att driva generatorn installerades en separat turbin. Här blev belysningen så omtyckt, "att byamännen också vilja använda densamma". Till följd av detta beskrivs Stocksbo by i Färila socken, vara den första landsbygdselektrifieringen i Sverige enligt Industritidningen Norden, eftersom det skedde distribution till flera gårdar i byn. Efter att 1892 års kraftstation togs i bruk byggde Stocksboborna sju kraftstationer fram till 1920-talet, därefter anlades ytterligare tre stycken från Sånghussjön och Brinnasen till Springdammen.